# گمینا والتسه
گمینا والتسه (به لهستانی:  Gmina Walce) یک گمینا در لهستان است که در شهرستان کراپکوویتسه واقع شده‌است. گمینا والتسه ۶۹٫۲۹ کیلومتر مربع مساحت و ۵٬۹۷۶ نفر جمعیت دارد.